# جانسن بیوتک
شرکت، جانسن زیست‌فناوری (.Janssen Biotech, Inc)، شرکت، سنتیکور زیست‌فناوری (.Centocor Biotech, Inc) سابق، یک شرکت فناوری زیستی است که در فیلادلفیا در سال ۱۹۷۹ با هدف اولیه توسعه روش تشخیصی جدید با استفاده از تکنولوژی پادتن تک‌تیره تأسیس شده‌است.